# Прогресс М-42
Прогресс М-42 — транспортный грузовой космический корабль (ТГК) серии «Прогресс», запущен к орбитальной станции «Мир». Серийный номер 242.

## Цель полёта
Доставка на орбитальную станцию (ОС) более 2400 килограммов различных грузов, в числе которых топливо, запас кислородной смеси, научное оборудование, средства индивидуальной защиты, посылки для членов экипажа.

## Хроника полёта
- 16.07.1999, в 19:37:33 (MSK), (16:37:33 UTC) — запуск с космодрома Байконур;
- 18.07.1999, в 20:53:21 (MSK), (17:53:21 UTC) — осуществлена стыковка с ОС Мир к стыковочному узлу на агрегатном отсеке служебного модуля «Квант». Процесс сближения и стыковки проводился в автоматическом режиме;
- 02.02.2000, в 06:11:52 (MSK), (03:11:52 UTC) — ТГК отстыковался от ОС и отправился в автономный полёт.

## Перечень грузов
Суммарная масса всех доставляемых грузов: 2419,6 кг
| Название | Масса (кг) |
| --- | ---------- |
| Топливо в баках системы дозаправки: |            |
| Горючее | 253,6      |
| Окислитель | 471,8      |
| Газ в баллонах средств подачи кислорода (СрПК): |            |
| Кислород | 27,8       |
| Вода в баках системы «Родник» | 150        |
| Топливо в КДУ для нужд ОС Мир | 650        |
| Оборудование для систем: |            |
| обеспечения газового состава (СОГС) | 5,1        |
| водообеспечения (СВО) | 96,9       |
| для дооснощения бортовых систем | 509,7      |
| Контейнеры с рационами питания, свежие продукты (25 контейнеров) | 207,3      |
| Медицинское оборудование | 11,1       |
| Бельё, средства личной гигиены и профилактики воздействия невесомости | 117        |
| Оборудование для научных экспериментов: «Рефлектор», укладка «Персей», укладка «Фантом 6Д», «Фертиль», укладка «Волна-2А», укладка с семенами «Оранжерея», контейнер «Улитка», кабель-вставка к эксперименту «Мария», ноутбук «Life Book» | 279,5      |
| Бортдокументация, посылки для экипажа, комплект для фотоаппаратуры | 25,1       |
| Инструмент, расходуемые материалы | 4,7        |